# Biologija u 1872.
◄◄ | ◄ | 1869. | 1870. | 1871. | 1872.  | 1873. | 1874. | 1875. | ► | ►►
Arhitektura • Astronomija • Biologija • Fotografija • Glazba • Kazalište • Kemija • Kiparstvo • Knjige • Književnost • Kršćanstvo • Meteorologija • Medicina • Planinarstvo • Politika • Pravo • Promet • Slikarstvo • Šport • Znanost • Željeznički promet
Biologija u 1872.

## Svijet

### Rođenja
- 14. svibnja – Mihail Cvet, ruski botaničar († 1919.)

## Vanjske poveznice
|  | Zajednički poslužitelj ima još gradiva o temi Biologija |